# Humboldtia decurrens
Humboldtia decurrens är en ärtväxtart som beskrevs av Daniel Oliver. Humboldtia decurrens ingår i släktet Humboldtia och familjen ärtväxter. IUCN kategoriserar arten globalt som nära hotad. Inga underarter finns listade i Catalogue of Life.